# ماهواره کاسموس 314
ماهواره کاسموس 314 (روسی: Космос ۳۱۴) یک ماهواره‌ ساخته شده توسط اتحاد جماهیر شوروی سوسیالیستی بود که سال ۱۹۶۹ به پروژه‌ای اجرایی تبدیل شد. از این سامانه همچنین برای هدف گیری های نقطه زن توسط موشک ضدبالیستیک استفاده‌شده است.